# برنارد سيموندي
برنارد سيموندي (28 يوليو 1953 بتولون في فرنسا - ) (بالفرنسية: Bernard Simondi)‏ هو مدرب كرة قدم ولاعب كرة قدم فرنسي في مركز الدفاع. لعب مع ستاد لافال ونادي تور ونادي تولون ونادي سانت إتيان.

## وصلات خارجية
- برنارد سيموندي على موقع قاعدة بيانات كرة القدم.إي يو (الإنجليزية)
- برنارد سيموندي على موقع Soccerway.com (الإنجليزية)
- برنارد سيموندي على موقع عالم كرة القدم.نت (الإنجليزية)
- برنارد سيموندي على موقع GSA (الإنجليزية)